# ديفيد شوم
ديفيد لي شوم (مواليد 1955) هو عالم كمبيوتر أمريكي، وخبير تشفير، ومخترع. يُعرف كرائد في مجال التشفير وتقنيات الحفاظ على الخصوصية، ويُعتبر على نطاق واسع مخترع النقد الرقمي. تُعد أطروحته عام 1982 بعنوان "أنظمة الكمبيوتر التي يتم إنشاؤها وصيانتها والوثوق بها من قبل مجموعات متشككة بشكل متبادل" أول اقتراح معروف لبروتوكول سلسلة الكتل. مع تضمين الكود اللازم لتنفيذ البروتوكول، اقترحت أطروحة شوم جميع عناصر سلسلة الكتل باستثناء عنصر واحد تم تفصيله لاحقًا في الورقة البيضاء للبيتكوين. يُشار إليه باسم "أبو الخصوصية على الإنترنت"، و"عرّف العملات المشفرة".
كما يُعرف بتطويره لـ"إي كاش"، وهو تطبيق للنقد الإلكتروني يهدف إلى الحفاظ على خصوصية المستخدم، واختراع العديد من بروتوكولات التشفير مثل التوقيع الأعمى، وشبكات المزج، وبروتوكول مسألة عشاء المُعَمِّيين. في عام 1995، أنشأت شركته "ديجي كاش" أول عملة رقمية باستخدام إي كاش.:65–70 وضعت ورقة بحثية له عام 1981 بعنوان "البريد الإلكتروني غير القابل للتتبع، عناوين العودة، والأسماء المستعارة الرقمية" الأساس لمجال أبحاث الاتصالات المجهولة.
في الآونة الأخيرة في عام 2020، أسس شوم "شبكة xx"، وهي منصة سلسلة كتل تركز على الخصوصية، وفي عام 2021 أطلق عملة "xx" (اختصارًا XX)، وهي عملة مشفرة مصممة لتعزيز خصوصية المستخدم وتوفير مقاومة للكمبيوترات الكمية.

## الحياة والمهنة
وُلد شوم في عائلة يهودية في لوس أنجلوس، كاليفورنيا. حصل على درجة الدكتوراه في علوم الكمبيوتر من جامعة كاليفورنيا، بيركلي، في عام 1982. في نفس العام، أسس "الجمعية الدولية لأبحاث التشفير" (IACR)، التي تنظم حاليًا مؤتمرات أكاديمية في أبحاث التشفير.:47 بعد ذلك، قام بالتدريس في كلية إدارة الأعمال بجامعة نيويورك وفي جامعة كاليفورنيا، سانتا باربرا (UCSB). كما شكل مجموعة أبحاث التشفير في "CWI"، المعهد الوطني الهولندي لأبحاث الرياضيات وعلوم الكمبيوتر في أمستردام. أسس "ديجي كاش"، وهي شركة للنقد الإلكتروني، في عام 1990.:119
حصل شوم على جائزة تكنولوجيا المعلومات الأوروبية لعام 1995. في عام 2004، تم تعيينه زميلًا في الجمعية الدولية لأبحاث التشفير (IACR). في عام 2010، في مؤتمر RSA، تم تكريمه بجائزة RSA للتميز في الرياضيات. في عام 2019، حصل على اللقب الفخري "زميل ديكسترا" من CWI. كما حصل على درجة الدكتوراه الفخرية من جامعة سويسرا الإيطالية في عام 2021.
يقيم شوم في شيرمان أوكس، لوس أنجلوس.

## مساهمات بحثية بارزة

### أنظمة الخزائن
تم مؤخرًا الإشادة بشوم في ورقة ألان شيرمان بعنوان "حول أصول وتقنيات سلسلة الكتل"، حيث اقترحت أطروحة شوم عام 1982 في بيركلي كل عناصر سلسلة الكتل الموجودة في البيتكوين باستثناء إثبات العمل. يوضح نظام الخزائن المقترح خطة لتحقيق حالة توافق بين العقد، وربط تاريخ التوافق في كتل، وختم البيانات المتسلسلة بشكل غير قابل للتغيير. كما تضع الورقة الكود المحدد لتنفيذ مثل هذا البروتوكول.

### النقد الرقمي
يُنسب إلى شوم اختراع النقد الرقمي الآمن من خلال ورقته البحثية عام 1983، والتي قدمت أيضًا الأساس التشفيري للتوقيع الأعمى. تم وصف هذه الأفكار بأنها الجذور التقنية لرؤية حركة "سايفربانك" التي بدأت في أواخر الثمانينيات. سمح اقتراح شوم للمستخدمين بالحصول على عملة رقمية من بنك وإنفاقها بطريقة لا يمكن تتبعها من قبل البنك أو أي طرف آخر.
في عام 1988، قام بتوسيع هذه الفكرة (مع عاموس فيات وموني نعور) للسماح بالمعاملات دون اتصال تمكن من اكتشاف الإنفاق المزدوج.
في عام 1990، أسس "ديجي كاش"، وهي شركة للنقد الإلكتروني، في أمستردام لتسويق الأفكار الواردة في أبحاثه.:119 تم إرسال أول دفعة إلكترونية في عام 1994. في عام 1998، أعلنت "ديجي كاش" إفلاسها، وفي عام 1999 باع شوم الشركة وأنهى مشاركته فيها.

### أنواع جديدة من التوقيعات الرقمية
في نفس الورقة البحثية لعام 1982 التي اقترحت النقد الرقمي، قدم شوم مفهوم التوقيع الرقمي. هذا النوع من التوقيعات الرقمية يعتم محتوى الرسالة قبل توقيعها، بحيث لا يمكن للموقع تحديد المحتوى. يمكن التحقق من التوقيع الأعمى بشكل علني مقابل الرسالة الأصلية غير المعتمة بنفس طريقة التوقيع الرقمي العادي.
في عام 1989، قدم (مع هانس فان أنتويربن) التوقيعات التي لا يمكن إنكارها. يستخدم هذا النوع من التوقيعات الرقمية عملية تحقق تفاعلية، بحيث يمكن للموقع تحديد من يمكنه التحقق من التوقيع. نظرًا لأن الموقعين قد يرفضون المشاركة في عملية التحقق، تعتبر التوقيعات صالحة ما لم يستخدم الموقع بروتوكول إنكار لإثبات أن توقيعًا معينًا غير أصلي.
في عام 1991، قدم (مع يوجين فان هيست) التوقيعات الجماعية، التي تسمح لعضو في مجموعة بتوقيع رسالة بشكل مجهول نيابة عن المجموعة بأكملها. ومع ذلك، يتمتع مدير المجموعة المعين بسلطة إلغاء إخفاء هوية أي موقع في حالة النزاعات.

### الاتصالات المجهولة
في عام 1981، اقترح شوم فكرة شبكة اتصالات مجهولة في ورقة بحثية. اقتراحه، المسمى شبكات المزج، يسمح لمجموعة من المرسلين بتقديم تشفير لرسالة ومستلمها إلى خادم. بمجرد أن يكون لدى الخادم مجموعة من الرسائل، يعيد ترتيبها ويحجبها بحيث يعرف هذا الخادم فقط أي رسالة جاءت من أي مرسل. يتم بعد ذلك إعادة توجيه الدُفعة إلى خادم آخر يقوم بنفس العملية. في النهاية، تصل الرسائل إلى الخادم النهائي حيث يتم فك تشفيرها بالكامل وتسليمها إلى المستلم. تم أيضًا اقتراح آلية للسماح برد الرسائل. تعد شبكات المزج أساسًا لبعض خوادم إعادة التوجيه المجهولة وهي السلف المفاهيمي لأدوات التصفح المجهول الحديثة مثل تور (المبني على توجيه بصلي). دعا شوم إلى جعل كل جهاز توجيه، بشكل فعال، عقدة تور.
في عام 1988، قدم شوم نوعًا مختلفًا من أنظمة الاتصالات المجهولة يسمى DC-Net، وهو حل لمشكلة علماء التشفير على العشاء التي اقترحها. DC-Net هو الأساس لأداة البرمجيات Dissent.
في عام 2017، نشر شوم وصفًا لنوع جديد من شبكات المزج. أصبحت نسخة واقعية من هذه الشبكة، تسمى cMix وتعمل على شبكة xx، لاحقًا طبقة نقل البيانات لمنصة المراسلة الفورية xx messenger.

### أنظمة التصويت الموثوقة
قدم تشوم العديد من المساهمات في أنظمة التصويت الآمنة، بما في ذلك أول اقتراح لنظام قابل للتحقق من البداية إلى النهاية. تم تقديم هذا الاقتراح في عام 1981، كتطبيق لشبكات المزج. في هذا النظام، تم الحفاظ على خصوصية أصوات الناخبين مع إمكانية التحقق من صحة العد من قبل أي شخص. افترض هذا النظام وغيره من أنظمة التصويت التشفيرية المبكرة أن الناخبين يمكنهم حساب القيم بشكل موثوق باستخدام أجهزة الكمبيوتر الشخصية الخاصة بهم. في عام 1991،[بحاجة لمصدر]
قدم شوم نظام SureVote الذي سمح للناخبين بالإدلاء بأصواتهم من خلال نظام تصويت غير موثوق، مقترحًا عملية تُعرف الآن باسم "التصويت بالرمز" وتُستخدم في أنظمة التصويت عن بعد مثل Remotegrity وDEMOS.
في عام 1994، قدم شوم أول نظام تصويت شخصي يسمح للناخبين بالإدلاء بأصواتهم إلكترونيًا في مركز الاقتراع والتحقق بشكل تشفيري من أن نظام التسجيل الإلكتروني (DRE) لم يعدل أصواتهم (أو حتى يعرف ما هي). في السنوات التالية، اقترح شوم (غالبًا مع آخرين) سلسلة من أنظمة التصويت القابلة للتحقق التشفيري التي تستخدم أوراق الاقتراع التقليدية: Prêt à Voter، Punchscan، وScantegrity. استخدمت مدينة تاكوما بارك نظام Scantegrity في انتخابات نوفمبر 2009. وكانت هذه هي المرة الأولى التي يتم فيها إجراء انتخابات قطاع عام باستخدام أي نظام تصويت قابل للتحقق التشفيري.
في عام 2011، اقترح شوم نظام "انتخابات العينة العشوائية". يسمح هذا النظام الانتخابي باختيار عشوائي قابل للتحقق من الناخبين، الذين يمكنهم الحفاظ على خصوصيتهم، للإدلاء بأصواتهم نيابة عن الناخبين بأكملهم.

### مساهمات أخرى
في تقرير عام 1979 الذي نُشر تحت عنوان Memorandum No. UCB/ERL M79/10 من قبل مختبر أبحاث الإلكترونيات في جامعة كاليفورنيا (بركلي)، اقترح شوم آلية لتقسيم مفتاح تشفيري إلى مفاتيح جزئية يمكن توزيعها بين مجموعات متشككة بشكل متبادل. كان هذا المفهوم سلفًا مهمًا لما يُعرف الآن باسم "تشارك الأسرار".
في عام 1985، اقترح شوم نظام الشهادات المجهولة [الإنجليزية] الأصلي، والذي يُشار إليه أحيانًا أيضًا باسم نظام الأسماء المستعارة. وهذا ناتج عن حقيقة أن شهادات مثل هذا النظام يتم الحصول عليها وعرضها على المنظمات باستخدام أسماء مستعارة مختلفة لا يمكن ربطها.
في عام 1988، نشر شوم مع غيليس براسارد وClaude Crépeau ورقة بحثية قدما فيها الإثبات بلا كشف، بالإضافة إلى نموذج أمان يستخدم قنوات خاصة ذات طبيعة نظرية المعلومات، كما قاما لأول مرة بتقييم مفهوم نظام الالتزام.
في عام 1991، مع توربن بيدرسن، قدم شوم دليلًا شهيرًا للمعرفة الصفرية لمجموعة DDH [الإنجليزية]. هذا الدليل مفيد بشكل خاص حيث يمكنه إثبات إعادة التشفير الصحيحة لتعمية الجمل.
ساهم شوم في نظام الالتزام المهم الذي يُنسب غالبًا إلى بيدرسن. في الواقع، يشير بيدرسن في ورقته البحثية عام 1991، إلى حديث في جلسة غير رسمية حول ورقة غير منشورة بواسطة جورجين بوس وشوم للنظام. ظهر هذا النظام في وقت سابق في ورقة بحثية لشوم، دامغارد، وجيروين فان دي جراف.
في عام 1993 مع ستيفان براندز [الإنجليزية]، قدم شوم مفهوم بروتوكول تحديد المسافة.
في عام 2019، كان أحد المتحدثين في مؤتمر مطوري إيثريوم الخامس، الذي عُقد في اليابان.
في يوليو 2024، جلس شوم مع فيتاليك بوتيرين، المؤسس المشارك لإيثريوم، في جلسة نقاش حول مستقبل الخصوصية في مؤتمر Plasmacon في جامعة الأمم المتحدة في طوكيو، اليابان.

## الفهرسة
- Untraceable Electronic Mail, Return Addresses, and Digital Pseudonyms, 1981
- Advances in Cryptology – Proceedings of Crypto 82, 1983[57]
- Advances in Cryptology – Proceedings of Crypto 83, 1984[58]
- David Chaum, Amos Fiat and Moni Naor, Untraceable Electronic Cash[59]
- David Lee Chaum, Computer Systems Established, Maintained and Trusted by Mutually Suspicious Groups, University of California, Berkeley, 1982[9]
- David Chaum, Towards Trustworthy Elections, Springer-Verlag Berlin and Heidelberg GmbH & Co. K, 2010
- How to issue a central bank digital currency (working paper), 2021[60]

## قراءة إضافية
- Chaum، D. (1984). "A New Paradigm for Individuals in the Information Age". 1984 IEEE Symposium on Security and Privacy (PDF). IEEE. ص. 99. DOI:10.1109/SP.1984.10025. ISBN:978-0-8186-0532-1. S2CID:1717835. مؤرشف من الأصل (PDF) في 2024-05-02.
- Chaum، D. (1985). "Security without identification: Transaction systems to make big brother obsolete". Communications of the ACM. ج. 28 ع. 10: 1030–1044. CiteSeerX:10.1.1.319.3690. DOI:10.1145/4372.4373. S2CID:15340054. مؤرشف من الأصل في 2023-05-19. اطلع عليه بتاريخ 2023-05-20.
- Chaum, D. (1992). "Achieving Electronic Privacy," Scientific American, August 1992, p. 96-101.
- Chaum، D. (1997). "David Chaum on Electronic Commerce How much do you trust Big Brother?". IEEE Internet Computing. ج. 1 ع. 6: 8–16. DOI:10.1109/MIC.1997.643931. S2CID:8072432.

## روابط خارجية
- Home page
- David Chaum patents
- xx network Homepage
- Punchscan Homepage نسخة محفوظة 6 سبتمبر 2012 at Archive.is
- David Chaum research papers